# Bologneser
Der Bologneser ist eine von der FCI anerkannte italienische Hunderasse (FCI-Gruppe 9, Sektion 1.1, Standard Nr. 196).

## Herkunft & Geschichte
Der Bologneser (Bichon Bolognese) ist der Bichon Italiens und ist eine Hunderasse, die vorwiegend in der italienischen Stadt Bologna heimisch war, aber ursprünglich nicht von dort stammte. Er wurde vermutlich von Seeleuten von den Balearen in die Stadt gebracht und war während der Renaissance in Frankreich und Italien verbreitet. Seine Ursprünge verschmelzen mit denen des Maltesers, denn als seine Vorfahren gelten dieselben kleinen Hunde, die Aristoteles (384–322 v. Chr.) unter dem lateinischen Begriff canes melitenses erwähnt. Bereits zu römischer Zeit bekannt, zählte speziell der Bologneser zu jenen hochgeschätzten Geschenken, die sich die Mächtigen dieser Welt während einer ganzen Epoche zu machen pflegten, insbesondere an den Höfen der Medici, Borgia und d’Este. Cosimo de’ Medici (1389–1464) brachte acht Bologneser mit nach Brüssel, um sie an den belgischen Adel zu verschenken. Philipp II., König von Spanien 1556–1598, erhielt vom Herzog d’Este zwei Bologneser zum Geschenk. Er bedankte sich mit den Worten, diese beiden Hunde seien „das königlichste Geschenk, das man einem Kaiser machen könne“. Auch Madame de Pompadour, Katharina die Große sowie die Kaiserin Maria Theresia besaßen Bologneser. Von ihm gibt es Darstellungen auf Stichen des 16. und 17. Jahrhunderts sowie auf Gemälden von Tizian, Pieter Brueghel dem Älteren, Anthonis van Dyck  und Francisco de Goya.
Es besteht eine enge Verwandtschaft zum Malteser, zum Havaneser und zum Bichon Frisé. Alle vier Rassen zählen zu den Bichons, was „Schoßhund“ bedeutet, und vom französischen bichonner (= verhätscheln) abgeleitet ist. Dies geht zurück auf den Hof von Heinrich III., König von Frankreich 1574–1589, wo die Popularität dieser Hunde ihren Höhepunkt erreichte. Es ist überliefert, dass der König sich seinen Bichon Frisé auf einem Kissen von einem Lakaien überall hinterhertragen ließ.
Weitere verwandte Rassen sind der Coton de Tuléar und das Löwchen (Petit chien lion).

## Beschreibung
Kleiner Gesellschaftshund mit gedrungenem und kompaktem Rumpf. Gewicht 2,5 bis 4 kg, Widerristhöhe 25 bis 30 cm. Die Länge des Rumpfes, gemessen zwischen der Schulterspitze und dem Sitzbeinhöcker, entspricht der Widerristhöhe. Gerade Rückenlinie mit hochangesetzter Rute, die sich fröhlich über dem Rücken krümmt. Seine Bewegung ist frei und energisch, leicht tänzelnd, dabei wird der Kopf edel und vornehm getragen. Das Haar ist vom Kopf bis zur Rute, von der Rückenlinie bis zu den Pfoten am ganzen Körper lang, weich fallend und lockig in reinem Weiß. Der Kopf ist leicht eiförmig, nahezu quadratischer Fang mit schwarzem Nasenschwamm und großen, runden Augen in tiefschwarz mit schwarzen Lidrändern, nicht hervortretend, ausdrucksstark. Die Ohren sind hoch angesetzt, lang und herabhängend. Der Bologneser ist ein Hund von zartem und feinem Körperbau, ein beliebter und anpassungsfähiger Begleit- und Familienhund, sehr unternehmungslustig und gelehrig. Da er nur wenig Auslauf benötigt, ist er auch für eine Stadtwohnung sehr gut geeignet.

## Wesen
Der Bologneser ist ein ruhiger und anhänglicher Hund, der als familienfreundlich und kinderlieb gilt. Aufgrund seiner ausgeglichenen Natur eignet er sich gut als Familien- und Wohnungshund. Obwohl der Bologneser meist ruhig ist, zeigt er auch ein gewisses Temperament. Die Rasse ist menschenbezogen und weist eine aufmerksame, wachsame Haltung auf.